# Giro di Lombardia 1993
La Giro di Lombardia 1993, ottantasettesima edizione della corsa e valida come decimo e penultimo evento della Coppa del mondo di ciclismo su strada 1993, fu disputata il 9 ottobre 1993, per un percorso totale di 242 km. Fu vinta dallo svizzero Pascal Richard, al traguardo con il tempo di 6h04'38" alla media di 39,821 km/h.
Partenza a Monza con 166 ciclisti di cui 76 portarono a termine il percorso.

## Ordine d'arrivo (Top 10)
| Pos. | Corridore           | Squadra       | Tempo    |
| ---- | ------------------- | ------------- | -------- |
| 1    | Pascal Richard      | Ariostea      | 6h04'38" |
| 2    | Giorgio Furlan      | Ariostea      | s.t.     |
| 3    | Maximilian Sciandri | Motorola      | a 7"     |
| 4    | Claudio Chiappucci  | Carrera       | s.t.     |
| 5    | Charly Mottet       | Novemail      | a 1'03"  |
| 6    | Jesper Skibby       | TVM-Bison Kit | s.t.     |
| 7    | Pëtr Ugrumov        | Mecair        | s.t.     |
| 8    | Massimo Podenzana   | Navigare      | s.t.     |
| 9    | Dmitrij Konyšev     | Jolly Comp.   | a 1'14"  |
| 10   | Vjačeslav Ekimov    | Novemail      | a 1'19"  |